# Émeutes anti-italiennes lyonnaises
Les émeutes anti-italiennes lyonnaises sont une série d'émeutes et de violences ethniques dirigées à l'encontre des Italiens de Lyon entre le 24 et le 26 juin 1894.
Après l'assassinat de Sadi Carnot par l'anarchiste italien Sante Caserio, se produisent  des violences ethniques dans l'agglomération lyonnaise à l'encontre des Italiens. Le consulat italien est attaqué par une foule qui essaie d'y entrer de force et des dizaines de commerces et d'immeubles occupés par des Italiens sont incendiés, pillés et saccagés.
Les persécutions provoquent un « exode massif » d'Italiens dans certaines agglomérations et les poussent à fuir la France pour éviter de les subir, du moins pour un temps.

## Histoire

### Contexte
Les Italiens sont une minorité ethnique importante en France depuis une période relativement ancienne. Ils sont soumis, dès le XVIe siècle, à de la xénophobie importante de la part des Français ; de nombreux clichés sont véhiculés sur les Italiens - et ils subissent plusieurs massacres de la part des autorités ou de la population française jusqu'au XIXe siècle.
Au XIXe siècle, en recherche de perspectives économiques, un certain nombre d'Italiens émigre en France pour y trouver un emploi, en particulier en région parisienne, autour de Marseille et Cannes, mais aussi en région lyonnaise, où, à la fin de ce siècle, environ 10% des Italiens de France se trouvent.
Un certain nombre d'entre eux souscrit à l'anarchisme, une idéologie cherchant à lutter contre toutes formes de domination, en premier lieu la domination économique, avec le développement du capitalisme. Ils sont particulièrement opposés à l'État, vu comme l'institution permettant d'entériner un bon nombre de ces dominations au travers de sa police, son armée et sa propagande.

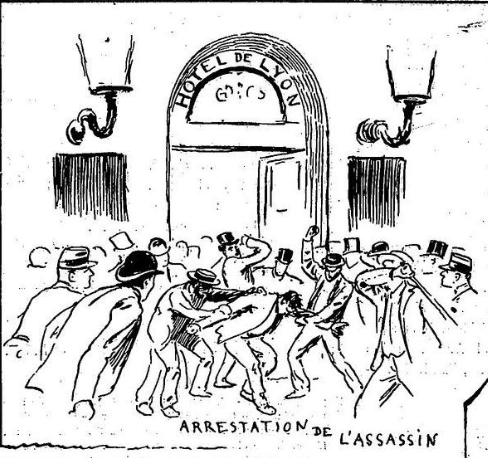
Arrestation de Sante Caserio, battu par la foule, L'Univers illustré (30 juin 1894)

Entre 1892 et 1894, pendant une série d'événements rassemblés sous la dénomination de l'Ère des attentats, l'un des compagnons anarchistes italiens, Sante Caserio, assassine le président de la République française, Sadi Carnot en réponse à la répression de janvier et février 1894 et l'exécution des anarchistes Ravachol, Auguste Vaillant ou encore Émile Henry,,. Cet assassinat à Lyon du président de la République sert alors d'élément déclencheur à de la violence ethnique visant les Italiens de la ville et de la région,.

### Émeutes et pillages

#### 24 juin
Le soir même de l'attentat, le 24 juin 1894, des jeunes français s'installent à la terrasse du café Casati, au 12 rue du Bât-d'Argent, et commencent à discuter de l'attentat en insultant copieusement les Italiens. Le serveur est insulté et pris à partie par ce groupe, et, alors que la discussion s'intensifie et qu'il est finalement frappé, il envoie son broc sur eux puis s'enferme dans le café qui ferme ses portes sous les insultes du groupe et d'autres personnes qui grossissent leurs rangs.

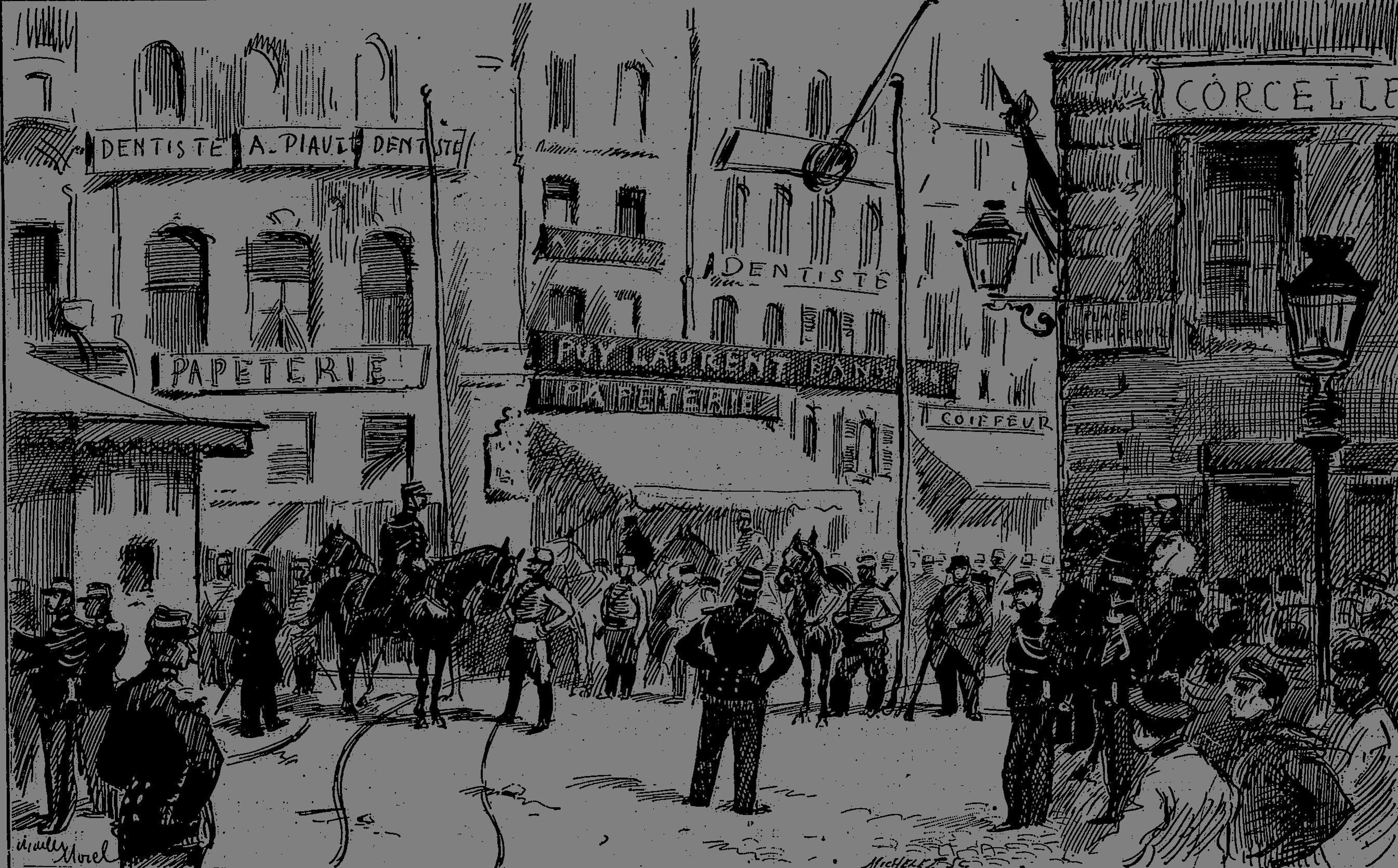
Troupes postées autour du consulat italien, L'Univers illustré (30 juin 1894)

Peu de temps après, une foule de plusieurs centaines de personnes s'étant formée place de la Bourse converge sur le café, drapeau tricolore en tête et rejoint ce groupe déjà exalté. Les Français attaquent ensuite le café, entrent de force dedans et saccagent tout ce qu'ils peuvent y trouver.
Plus tard dans la soirée, c'est le consulat d'Italie à Lyon qui est attaqué par la foule italophobe essayant d'enfoncer ses grilles en criant « À bas l'Italie »,. Cette foule est repoussée par les gendarmes et la police, avant de refluer sur le restaurant Casati, situé place Bellecour, dont les manifestants détruisent la devanture et dont ils brûlent les chaises en chantant La Marseillaise. D'autres commerces sont saccagés et détruits, comme des épiceries, mais cette nuit, l'ensemble ne dépasse pas la dizaine.

#### 25 juin

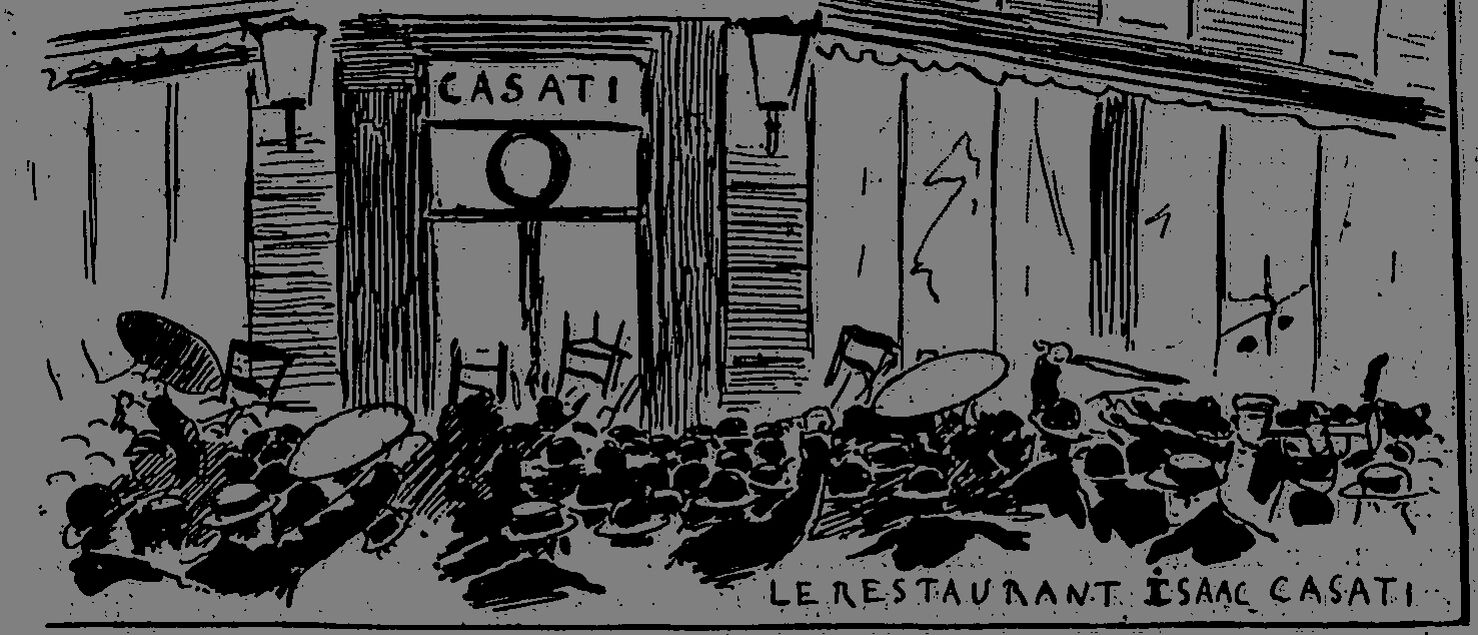
Entrée de force et destructions dans l'un des restaurants/bars Casati, L'Univers illustré (30 juin 1894)

Le lendemain, cependant, la journée est marquée par des violences visant les Italiens bien plus importantes. Dès la mi-journée, plusieurs commerces sont attaqués, et les attaques se répandent à l'agglomération lyonnaise entière. Toute la journée, les destructions et pillages se succèdent, le bar Casati de l'Exposition universelle est attaqué et dévasté par une centaine de garçons de café, le magasin d'oiseaux Casartelli sur le quai de l'hôpital est aussi saccagé. La police est débordée par les événements et ne parvient pas à empêcher les attaques ; le commissaire spécial fait de nombreux appels de renforts et le ministère de l'Intérieur télégraphie à tous les préfets de France et d'Algérie pour empêcher que ces attaques ne se généralisent à d'autres zones.

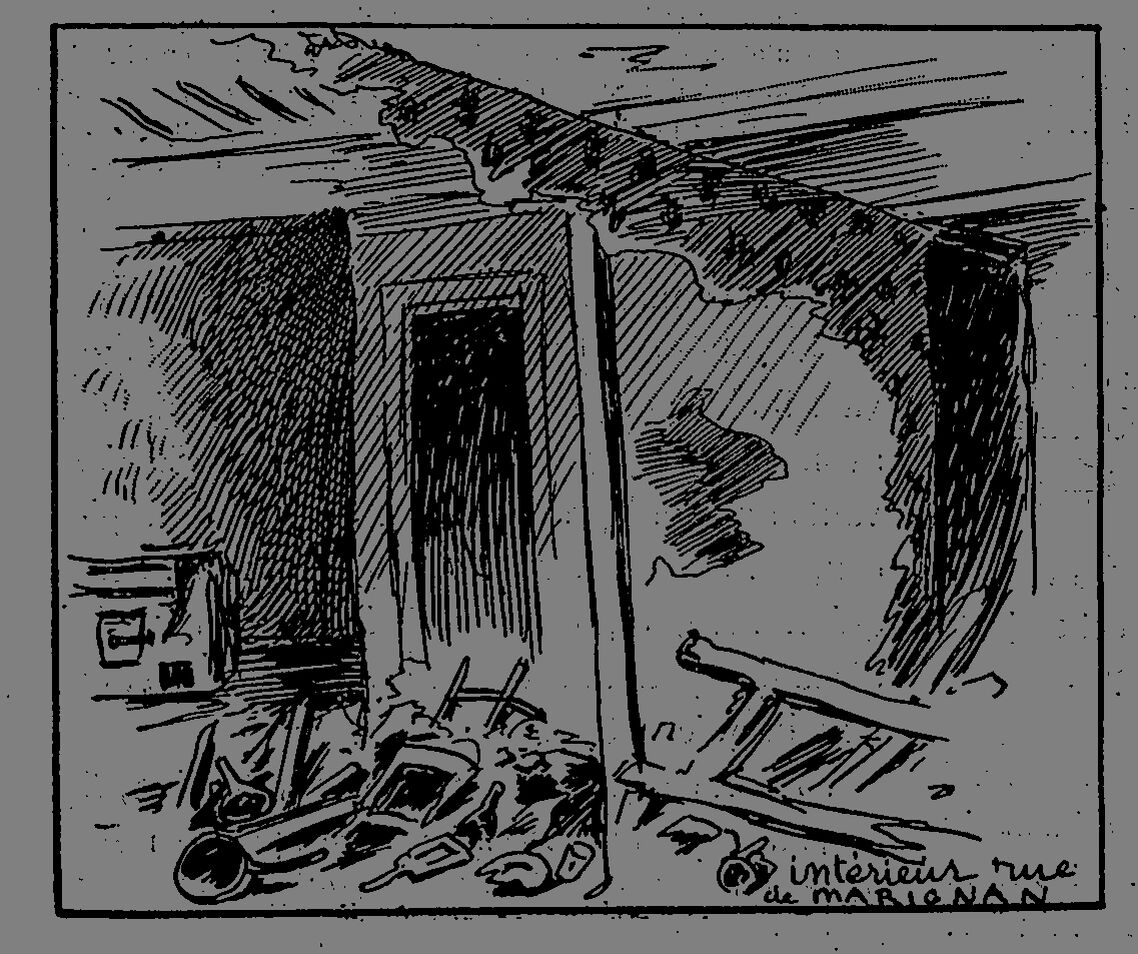
Intérieur d'un bâtiment saccagé, rue de Marignan

Il s'agit de la journée la plus importante en termes de destructions et de pillages, avec treize bâtiments incendiés, dont trois immeubles et dix commerces.

#### 26 juin
Le 26 juin, les troubles se poursuivent, mais avec une intensité moins importante - et le calme revient dans la ville.

### Suites
Dans les semaines qui suivent, la police française procède à l'arrestation et conserve en prison un certain nombre de personnes arrêtées, dont 281 sont condamnées à des peines de prison ferme, dont la plus élevée est de deux ans. Étant donné que son temps de réaction est lent, la police arrête des suspects dont la participation aux actes incriminés est souvent discutable.
En parallèle, des syndicats d'ouvriers lyonnais entament des grèves pour demander l'exclusion des Italiens. Les persécutions provoquent un « exode massif » d'Italiens dans certaines agglomérations et les poussent à fuir la France pour éviter de les subir, du moins pour un temps..

## Analyse

### Composition des foules
Selon Joël Berthoud, tandis que la foule du 24 juin 1894 réagit à l'attentat et est très clairement nationaliste par les symboles et les chants utilisés, les foules des jours suivants seraient moins politisées et probablement composées d'une proportion bien plus importante de personnes motivées par l'envie de piller ou de se saisir des biens des Italiens.